# Small Closet
『Small Croset』（スモール・クローゼット）は久松史奈の1枚目のミニ・アルバム。1997年5月21日に発売された。

## 内容
初のミニ・アルバム。前作アルバム『PRINCESS』に続き全曲の編曲は西川進。

## 収録曲
全編曲：西川進
作詞：久松史奈（1 - 5）TOM（6）
作曲：中島優子（1）久松史奈（2, 5）都志見隆（3, 4）TOM（6）
1. 愛の結晶
2. I LOVE YOU
3. 恋愛云々
4. Everything
5. Whole of my life
6. 東京ロックシティー1999 (alternate ver.)